# Olof Jönsson (Stenbock, äldre ätten)
Olof Jönsson (Stenbock, äldre ätten), född 1300-talet, död 1455, var en svensk häradshövding och riksråd.

## Biografi
Olof Jönsson (Stenbock, äldre ätten) var son till Jösse skytte på Ekornarp i Berga socken och Kerstin Birgersdotter (Trolle). Han nämns första gången 1406 och blev mellan 1408 och 2 februari 1426 häradshövding i Sunnerbo härad, åtminstone till 17 mars 1445. Olof Jönsson nämns 1435 bland riksens råd och män, samt 1440 som riksråd. Han avled 1455, då han blev innebränd.

### Egendom
Olof Jönsson hade 1406 Ekornarp i Berga socken som sin sätesgård. Han hade från 4 september 1444 och till 8 juni 1451 Erikstad i Vittaryds socken som sin sätesgård. Olof Jönsson ägde landbohemman i Sunnerbo härad, Västbo härad och Östbo härad i Småland, och i Fjäre härad och Himle härad i Halland.

### Familj
Olof Jönsson var 1441 gift med Sestrid Knutsdotter (Barun), dotter till riddaren Knut Eringisleson (barun) och Bengta Matsdotter. De fick tillsammans barnen hövitsmannen och riksrådet Jösse Olsson (Stenbock, äldre ätten) på Viborg, riddaren och riksrådet Gustaf Olofsson (Stenbock, äldre ätten), kyrkoherden Knut Olsson (Stenbock, äldre ätten) i Stockholm och Eringisl Olsson (död efter 1441).
Han gifte sig andra gången med Margareta Svensdotter (Krumme), dotter till Sven Bäk (Krumme) och Botild Klausdotter (Apellegard). De fick tillsammans barnen Anund Olsson, Cecilia Olsdotter som var gift med Sven Pik och häradshövdingen Philippus Karlsson (Mälsåkerätten), riddaren Claus OLsson (Stenbock, äldre ätten), Märta Olsdotter som var gift med Jöns Persson (Ulfsax) och Estrid Olsdotter.